# Mlađan Dinkić
Mlađan Dinkić (Beograd, 20. prosinca 1964. godine) je srbijanski političar, bivši predsjednik stranke G 17+.

## Životopis
Dinkić je diplomirao (1988.) i magistrirao (1993.) na ekonomskom fakultetu Sveučilišta u Beogradu, gdje je nekoliko godina bio asistent.  U periodu 1997. – 1999. bio je osnivač i koordinator Grupe 17. Poslije promjena u listopadu 2000. godine, izabran je za guvernera Narodne banke Jugoslavije. Tu dužnost obnašao je do 2003. godine. Nakon izvanrednih parlamentarnih izbora u prosincu te godine i formiranja nove Vlade Srbije (3. ožujka 2004. godine), izabran je za ministra financija. 
2006. godine, izabran je za predsjednika G17+, a u listopadu iste godine podnio je ostavku na dužnost ministra financija. Nakon ponovnih izvanrednih parlamentarnih izbora održanih u siječnju 2007. godine, i formiranja nove srpske Vlade (Demokratska stranka, Demokratska stranka Srbije, G17+), Dinkić je izabran za ministra gospodarstva i regionalnog razvoja (15. svibnja 2007.). 
Ponovno je izabran na istu dužnost 7. srpnja 2008. godine, nakon novih izvanrednih parlamentarnih izbora.
Svibnja 2010. godine, osnovao je stranku pod nazivom Ujedinjeni regioni Srbije.
U veljači 2011. godine, Dinkić je podnio ostavku na dužnosti u Vladi Srbije, nakon što je premijer Mirko Cvetković pokrenuo postupak za njegovu smjenu.
Poslije gubitka na izborima za narodne poslanike 2014, Dinkić se povlači s političke scene Srbije.